# 村山仁美
村山 仁美（むらやま ひとみ、1993年1月26日 - ）は、日本のタレント・女優である。東京都出身。血液型A型。

## 出演

### テレビ番組
- いつみても波乱万丈 安達祐実の回（2003年9月）
- 火曜サスペンス劇場「デパ地下の女」シリーズ：木の実ナナ 娘役（2004年、2005年）
- 仮面ライダーブレイド（2004年）
- センセイ教えてください 6（2006年）
- 相棒 U.K.FOURTH 第20話（2006年）
- 最終警告!たけしの本当は怖い家庭の医学 （2006年）
- ひめゆり隊と同じ戦火を生きた少女の記録 最後のナイチンゲール（2006年）
- モナ王（香里奈 チェ・ホンマンの回）

### 映画
- 半落ち（2004年1月10日、東映）
- デビルマン（2004年 東映）
- あおげば尊し（2005年）
- 椿山課長の七日間（2006年）
- アフタースクール（2008年）

### 舞台
- 花かんざし（2005年7月公演 明治座 里見浩太朗 芸能生活50周年 特別公演）